# Galtonia
Galtonia é um género botânico pertencente à família Scilloideae.